# İstanbul Cup 2008
Istanbul Cup 2008 — жіночий тенісний турнір, що проходив на відкритих кортах з ґрунтовим покриттям. Це був 4-й за ліком İstanbul Cup. Належав до турнірів 3-ї категорії в рамках Туру WTA 2008. Відбувся в Стамбулі (Туреччина) і тривав з 19 до 24 травня 2008 року. Друга сіяна Агнешка Радванська здобула титул в одиночному розряді й отримала 30,5 тис. доларів США.

## Фінальна частина

### Одиночний розряд
Агнешка Радванська —  Олена Дементьєва, 6–3, 6–2
- It was Агнешка Радванська's 2-й титул за сезон, і 3-й - за кар'єру.

### Парний розряд
Джилл Крейбас /  Ольга Говорцова —  Марина Еракович /  Полона Герцог, 6–1, 6–2